# دانیل بیسوتی
دانیل بیسوتی (انگلیسی: Danielle Bisutti؛ زادهٔ ۱ اکتبر ۱۹۷۶) یک هنرپیشه، ترانه‌سرا و خواننده اهل ایالات متحده آمریکا است. وی از سال ۲۰۰۰ میلادی تاکنون مشغول فعالیت بوده‌است.

## گزیدهٔ آثار

### سینما
- اسمارت را بگیر (۲۰۰۸)

### تلویزیون
- آناتومی گری (۲۰۱۳)
- سی‌اس‌آی (۲۰۱۳)
- ان‌سی‌آی‌اس (۲۰۱۲)
- ذهن‌های مجرم (۲۰۱۲)
- پارک‌ها و تفریحات (۲۰۱۲)
- بورلی هیلز ۹۰۲۱۰ (۲۰۱۲)
- سی‌اس‌آی: میامی (۲۰۱۱)
- درمانگاه خصوصی (۲۰۱۱)
- استخوان‌ها (۲۰۱۰)
- دو مرد و نصفی (۲۰۰۶)
- بوستون لیگال (۲۰۰۴)
- افسون‌شده (۲۰۰۳)
- دارما و گرگ (۲۰۰۱)